# Latissistrombus latissimus
Latissistrombus latissimus (nomeada, em inglês, widest Pacific conch; em alemão, Breite Flügelschnecke ou Breite Fechterschnecke) é uma espécie de molusco gastrópode marinho pertencente à família Strombidae da ordem Littorinimorpha. Foi classificada por Carolus Linnaeus, com o nome Strombus latissimus, em 1758, na obra Systema Naturae e seu gênero, Sinustrombus, foi proposto em 2007, antes de ser modificado para Latissistrombus, do mesmo ano. É nativa do sudoeste do oceano Pacífico.

## Descrição da concha
Concha de alaranjada a avermelhada, sólida e extremamente pesada, com máculas brancas, marmoreadas; com a espiral pouco destacada e com a sua última volta formando uma aba dotada de lábio externo fortemente engrossado e arredondado, ultrapassando o ápice (primeiras voltas da espiral) quando visto por baixo. Apresenta calosidades em suas voltas, vista por cima. Chega de 16 a até pouco mais de 22.5 centímetros em suas maiores dimensões. Espécimes perfeitos são raros nesta espécie. Sua expansão labial a pode fazer confundida com Titanostrombus goliath, do oceano Atlântico e de maior dimensão.

## Distribuição geográfica e habitat
Latissistrombus latissimus ocorre no sudoeste do oceano Pacífico, em águas rasas entre 4 a 20 metros de profundidade, principalmente nas costas das Filipinas, mas também no sul do Japão, Vietnã, ilhas Salomão, Nova Caledônia, Fiji e noroeste da Austrália.

## Uso humano
Esta espécie é coletada localmente para alimentação e por causa de sua grande concha decorativa, geralmente não sendo muito abundante.